# Wieczna miłość (serial telewizyjny)
Wieczna miłość (tur. Kara Sevda) – turecki serial telewizyjny emitowany na antenie Star TV od 14 października 2015 do 21 czerwca 2017.

## Fabuła[1]
Kemal (Burak Özçivit) jest młodym mężczyzną, mieszkającym w dzielnicy robotniczej w Stambule. Jego ojciec Hüseyin (Orhan Güner) jest fryzjerem, a jego matka Fehime jest gospodynią domową. Kemal ma starszego brata, Tarika (Rüzgar Aksoy), który jest zazdrosny o Kemala i młodszą siostrę Zeynep (Hazal Filiz Küçükköse).
Nihan (Neslihan Atagül) jest bogatą młodą kobietą, ma brata bliźniaka Ozana i mieszka z rodzicami Önderem i Vildan. Emir Kozcuoglu (Kaan Urgancıoğlu) jest aroganckim biznesmenem, darzy Nihan obsesyjną miłością.
Önder coraz gorzej radzi sobie z firmą. Vildan, nie mogąc porzucić swojego bogatego życia, chce, aby Nihan poślubiła Emira, by uratować rodzinny biznes. Nihan odmawia, ponieważ nie toleruje zazdrości i nadopiekuńczości Emira.  Nihan poznaje Kemala przypadkowo w autobusie komunikacji miejskiej.  Miesiąc później Kemal ratuje życie Nihan, jest to moment przełomowy w ich znajomości. Zaprzyjaźniają się ze sobą, a wkrótce łączy ich miłość. Droga do szczęścia biednego robotnika i bogatej dziewczyny będzie bardzo długa i kręta. Zakochani wielokrotnie będą musieli stawić czoła m.in. rodzinie Nihan, która nie akceptuje wybranka dziewczyny, bo pochodzi z niskiej klasy społecznej.

## Obsada
- Burak Özçivit jako Kemal Soydere
- Neslihan Atagül jako Nihan Sezin
- Kaan Urgancıoğlu jako Emir Kozcuoğlu
- Kürşat Alnıaçık jako Önder Sezin
- Zerrin Tekindor jako Leyla Acemzade
- Burak Sergen jako Galip Kozcuoğlu
- Orhan Güner jako Hüseyin Soydere
- Zeyno Eracar jako Fehime Soydere
- Melisa Aslı Pamuk jako Asu Alacahan
- Neşe Baykent jako Vildan Sezin
- Rüzgar Aksoy jako Tarık Soydere
- Barış Alpaykut jako Ozan Sezin
- Uğur Aslan jako Zehir
- Hazal Filiz Küçükköse jako Zeynep Soydere-Sezin
- Gökay Müftüoğlu jako Salih
- Ali Burak Ceylan jako Tufan Kaner
- Çağla Demir jako Banu Akmeriç
- Nihan Aşıcı jako Yasemin
- Metin Coşkun jako Hakkı Alacahan
- Kerem Alışık jako Ayhan Kandarlı
- Gizem Karaca jako Mercan
- Elif Özkul jako Sema
- Arven Beren jako Deniz
- Ece Mudessiroğlu jako Zehra Tozkan
- Erhan Alpay jako Hakan
- Berk Güneşberk jako Şafak
- Ayşen İnci jako Müjgan Kozcuoğlu

## Emisja w Polsce
W sierpniu 2017 Telewizja Polska poinformowała o wykupieniu praw do emisji serialu w Polsce. Premiera serialu w Polsce miała miejsce 24 sierpnia 2018 na antenie TVP1, natomiast ostatni odcinek został wyemitowany 2 września 2019.

## Spis serii
| Seria | Odcinki    | Odcinki       | Premierowa emisja    | Premierowa emisja | Premierowa emisja | Premierowa emisja |
| Seria | Turcja     | Polska        | Rozpoczęcie          | Zakończenie       | Rozpoczęcie       | Zakończenie       |
| ----- | ---------- | ------------- | -------------------- | ----------------- | ----------------- | ----------------- |
| 1     | 1–35 (35)  | 1–114 (114)   | 14 października 2015 | 15 czerwca 2016   | 24 sierpnia 2018  | 12 lutego 2019    |
| 2     | 36–74 (39) | 115–244 (130) | 21 września 2016     | 21 czerwca 2017   | 13 lutego 2019    | 2 września 2019   |